# 2. ŽNL Splitsko-dalmatinska 2000./01.
2. ŽNL Splitsko-dalmatinska je svoje treće izdanje imala u sezoni 2000./01. Predstavljala je drugi stupanj županijske lige u Splitsko-dalmatinskoj županiji, te ligu petog ranga hrvatskog nogometnog prvenstva. Sudjelovalo je sedam klubova, a prvak je bila Croatia iz Zmijavaca.

## Sustav natjecanja
Sedam klubova je igralo trokružnim liga-sustavom (21 kolo, 18 utakmica po klubu).

## Momčadi
- Croatia – Zmijavci
- Glavice – Glavice
- Hvar – Hvar
- Jadran – Tučepi
- Mračaj – Runović
- Nada – Split
- Tekstilac – Sinj

## Ljestvica
| Poz. | Momčad               | U  | P  | N | I  | G+ | G– | G+/– | Bod. | Nastavak natjecanja ili ispadanje |
| ---- | -------------------- | -- | -- | - | -- | -- | -- | ---- | ---- | --------------------------------- |
| 1.   | Croatia Zmijavci (P) | 18 | 11 | 2 | 5  | 42 | 26 | +16  | 35   | 1. ŽNL                            |
| 2.   | Mračaj               | 18 | 11 | 1 | 6  | 48 | 30 | +18  | 34   | 1. ŽNL                            |
| 3.   | Jadran Tučepi        | 18 | 9  | 3 | 6  | 38 | 32 | +6   | 30   |                                   |
| 4.   | Glavice              | 18 | 9  | 1 | 8  | 42 | 34 | +8   | 28   |                                   |
| 5.   | Hvar                 | 18 | 8  | 2 | 8  | 36 | 37 | −1   | 26   |                                   |
| 6.   | Nada                 | 18 | 5  | 2 | 11 | 18 | 39 | −21  | 17   |                                   |
| 7.   | Tekstilac Sinj       | 18 | 3  | 3 | 12 | 14 | 40 | −26  | 12   |                                   |

## Rezultatska križaljka
| kratica | klub             | CRO      | GLA      | HVAR     | JAD                  | MRA      | NAD      | TEK      |
| --- | ---------------- | -------- | -------- | -------- | -------------------- | -------- | -------- | -------- |
| CRO | Croatia Zmijavci |          | 1:4, 3:1 | 3:2, 6:0 | 1:0                  | 4:2      | 3:1      | 5:0, 2:0 |
| GLA | Glavice          | 5:2      |          |          | 2:1 p, 3:0 p.f., 1:3 | 2:3, 3:2 |          |          |
| HVAR | Hvar             | 1:1      |          |          | 1:1                  | 5:1, 3:2 |          |          |
| JAD | Jadran Tučepi    | 3:2, 3:1 | 4:0      | 3:2, 5:3 |                      | 1:5      | 1:1      | 4:1, 5:1 |
| MRA | Mračaj Runović   | 1:2, 1:1 | 3:0 p.f. | 3:0 p.f. | 1:3, 4:1             |          | 4:1, 5:3 | 1:0, 3:0 |
| NADA | Nada Split       | 2:1, 0:3 |          |          | 2:1, 3:0 p.f.        | 0:1      |          |          |
| TEK | Tekstilac Sinj   | 0:1      |          |          | 0:0                  | 1:6      |          |          |
| |                  |          |          |          |                      |          |          |          |
| podebljan rezltat - utakmice od 1. do 7., te od 15. do 21. kola (1. i 3. utakmica između klubova) rezultat normalne debljine - utakmice od 8. do 14. kola (2. utakmica između klubova) rezultat nakošen - nije vidljiv redoslijed odigravanja međusobnih utakmica iz dostupnih izvora rezultat nakošen i smanjen * - iz dostupnih izvora nije uočljiv domaćin susreta prekrižen rezultat - poništena ili brisana utakmica p - utakmica prekinuta 3:0 p.f. / 0:3 p.f. - rezultat 3:0 bez borbe |                  |          |          |          |                      |          |          |          |

Izvori: 

## Vanjske poveznice
- Nogometni savez Županije Splitsko-dalmatinske